# Вскрышные работы

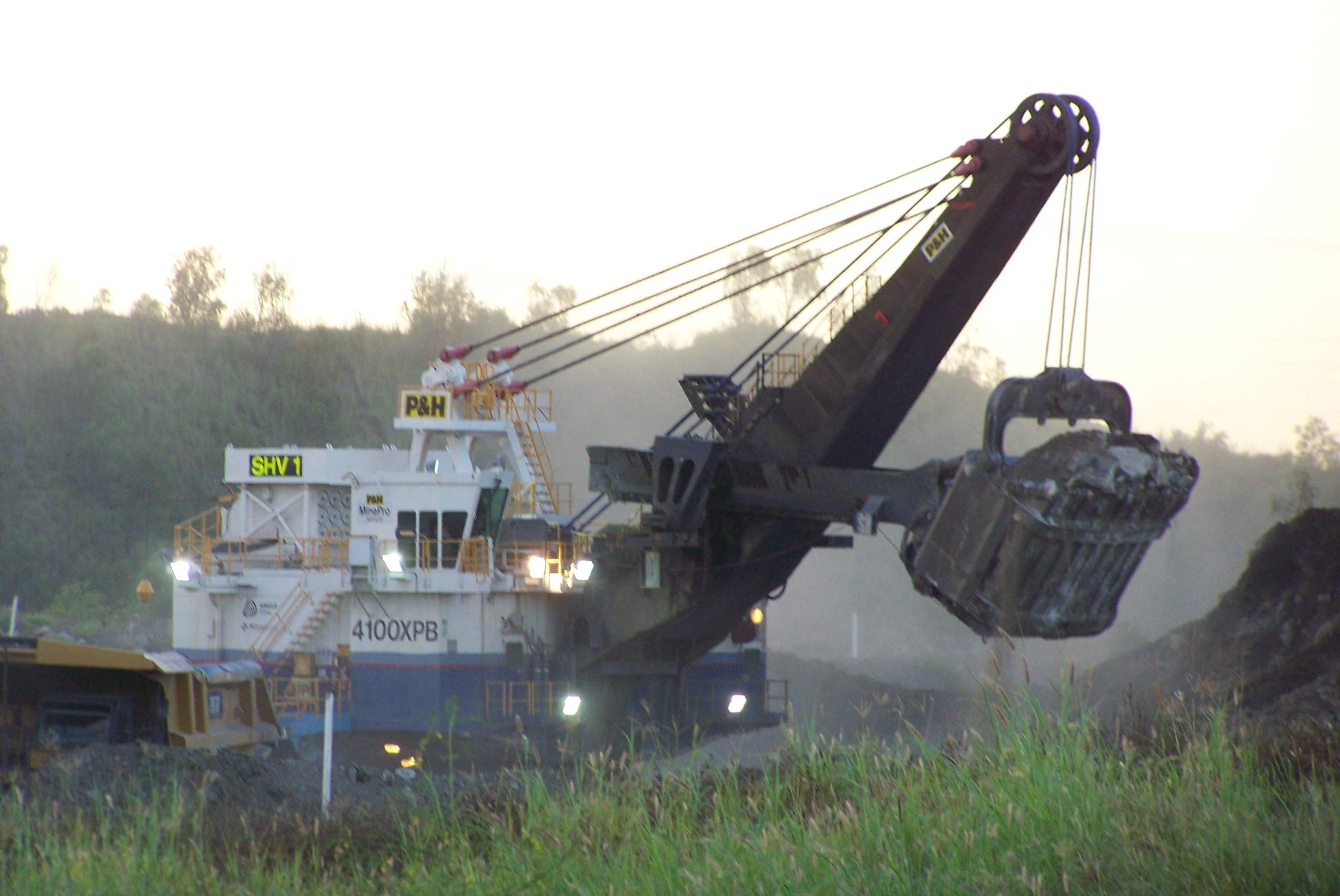
Вскрышные работы на карьере

Вскрышные работы — удаление горных пород, покрывающих полезные ископаемые. Один из технологических процессов открытых горных работ по выемке и перемещению пород (вскрыши), покрывающих и вмещающих полезное ископаемое, с целью подготовки запасов полезного ископаемого к выемке.
Вскрышные работы необходимы для того, чтобы создать первоначальный фронт добычных работ при строительстве карьеров, а в период эксплуатации карьера необходимы для сохранения добычи полезного ископаемого и её развития.

## Виды вскрышных работ
Различают горно-капитальные и текущие вскрышные работы.

### Горно-капитальные вскрышные работы
Горно-капитальные вскрышные работы могут производиться на различных этапах открытой разработки месторождений полезных ископаемых. 
До ввода карьера в эксплуатацию на пусковую мощность к горно-капитальным относятся вскрышные работы, связанные с удалением вскрышных пород и попутной добычей полезных ископаемых. После пуска карьера в эксплуатацию на горно-капитальные вскрышные работы приходятся: работы по проходке капитальных траншей и полутраншей, тоннелей, рудоспусков и других постоянных вскрывающих выработок.  Объёмы пустых пород в этих случаях определяются технико-экономическими расчётами. 
При реконструкции и расширении карьера к горно-капитальным вскрышным работам относятся проходка постоянных вскрывающих выработок и удаление пустых пород в объёме, определённом технико-экономическими расчётами.
Затраты на горно-капитальные вскрышные работы как правило большие. Погашение затрат на горно-капитальные работы осуществляется по так называемой потонной ставке, которая рассчитывается делением суммы затрат на объём запасов полезного ископаемого в тоннах, которое извлекается с использованием горно-капитальных работ. 

### Текущие вскрышные работы
К текущим относят вскрышные работы, производимые на предприятии в период его эксплуатации. К ним относят работы по зачистке вскрытых запасов полезных ископаемых, проведению очередных участков разрезных траншей для увеличения длины фронта работ на вскрытых уступах, а также  удаление покрывающих и вмещающих пустых пород в отвалы.
Погашение затрат на текущие вскрышные работы производится путём прибавки к текущей стоимости добычи единицы полезных ископаемых текущей себестоимости единицы вскрыши, умноженной на плановый коэффициент вскрыши. 

## Процессы вскрышных работ
В зависимости от свойств горных пород вскрыши существуют различные процессы вскрышных работ. 
При скальных и полускальных породах вскрышные работы включают ряд рабочих процессов, осуществляемых в определенной последовательности: рыхление породы буровзрывным или механическим способом, погрузку породы экскаваторами или погрузчиками циклического действия в средства транспорта, транспортирование породы на отвалы, и отвалообразование.
Выемка и погрузка разрыхлённых вскрышных пород из забоя выполняются, как правило, экскаваторами, землеройно-транспортирующими (колёсными скреперами, бульдозерами) и погрузочно-транспортирующими  машинами (ковшовые погрузчики и другие машины). 
Транспортирование породы производится в зависимости от условий разработки и расстояния транспортирования железнодорожным, автомобильным или конвейерным транспортом. Относительно редко применяются скиповые подъёмники, гидравлический транспорт, подвесные канатные дороги. Иногда для этих целей используют комбинированный транспорт. 
Характерной особенностью вскрышных пород является нестационарное положение забоев и разгрузочных пунктов на отвалах. Как забои, так места выгрузки вскрыши на отвале постоянно перемещаются. Выбор способов и технологических схем ведения вскрышных работ зависит от многих факторов: от вида и физических свойств пород; толщины вскрыши; системы разработки месторождения полезных ископаемых, возможных мест расположения отвалов, требований охраны окружающей среды и других факторов. 
Вскрышные породы, не содержащие полезных компонентов, удаляются во внешние или внутренние отвалы. Если вскрышные породы пригодны к использованию как строительное минеральное сырьё (например, глины, пески, известняки, мел и др.), то они подвергаются дальнейшей переработке (например, дроблению, сортировке). 